# Happy Madison Productions
La Happy Madison Productions è una casa di produzione statunitense fondata nel 1999 dall'attore Adam Sandler. La compagnia prende nome dai film Un tipo imprevedibile (in originale Happy Gilmore) e Billy Madison, entrambi interpretati da Sandler e prodotti da Robert Simonds. L'uomo visibile nel logo della compagnia è il padre del fondatore, Stanley Sandler.
I film più famosi sono: Little Nicky - Un diavolo a Manhattan e Mr. Deeds di Steven Brill, Io vi dichiaro marito e... marito e Zohan - Tutte le donne vengono al pettine di Dennis Dugan, Cambia la tua vita con un click e Il signore dello zoo di Frank Coraci, e Terapia d'urto, 50 volte il primo bacio e L'altra sporca ultima meta di Peter Segal.
I film del 1998 Waterboy e Prima o poi me lo sposo lanciarono la carriera di Sandler come attore e produttore. Sandler infatti ha prodotto e co-scritto Waterboy insieme a Tim Herlihy. Il film fu un successo, incassando oltre 160 milioni di dollari negli Stati Uniti.
Gli uffici di produzione dalla compagnia sono situate nell'ufficio "Judy Garland" ai Sony Pictures Studios di Culver City, in California, mentre gli uffici della società madre sono a Manchester, nel New Hampshire, gestiti dal fratello di Adam, Scott Sandler.
La sussidiaria della compagnia, la Madison 23 Productions, si occupa invece di film più drammatici. Il primo film prodotto dalla Madison 23 è stato Reign Over Me, interpretato da Adam Sandler e Don Cheadle.

## Film prodotti
| Anno | Film                                      | Regia               | Incasso (mondiale) |
| ---- | ----------------------------------------- | ------------------- | ------------------ |
| 1999 | Gigolò per sbaglio                        | Mike Mitchell       | $92,938,755        |
| 2000 | Little Nicky - Un diavolo a Manhattan     | Steven Brill        | $58,292,295        |
| 2001 | Animal                                    | Luke Greenfield     | $84,772,742        |
| 2001 | Joe Dirt                                  | Dennie Gordon       | $30,987,695        |
| 2002 | Mr. Deeds                                 | Steven Brill        | $171,269,535       |
| 2002 | Il maestro cambiafaccia                   | Perry Andelin Blake | $43,411,001        |
| 2002 | Otto notti di follie                      | Seth Kearsley       | $23,833,131        |
| 2002 | Hot Chick - Una bionda esplosiva          | Tom Brady           | $54,639,553        |
| 2003 | Terapia d'urto                            | Peter Segal         | $195,745,823       |
| 2003 | Dickie Roberts: Former Child Star         | Sam Weisman         | $23,794,648        |
| 2004 | 50 volte il primo bacio                   | Peter Segal         | $196,482,882       |
| 2005 | L'altra sporca ultima meta                | Peter Segal         | $190,320,588       |
| 2005 | Deuce Bigalow - Puttano in saldo          | Mike Bigelow        | $45,109,561        |
| 2006 | Cocco di nonna                            | Nicholaus Goossen   | $37,856,991        |
| 2006 | Gli scaldapanchina                        | Dennis Dugan        | $64,957,291        |
| 2006 | Cambia la tua vita con un click           | Frank Coraci        | $237,681,299       |
| 2007 | Io vi dichiaro marito e... marito         | Dennis Dugan        | $186,072,214       |
| 2007 | Reign Over Me                             | Mike Binder         | $20,900,000        |
| 2008 | Strange Wilderness                        | Fred Wolf           | $6,964,734         |
| 2008 | La coniglietta di casa                    | Fred Wolf           | $70,442,940        |
| 2008 | Zohan - Tutte le donne vengono al pettine | Dennis Dugan        | $202,518,837       |
| 2008 | Racconti incantati                        | Adam Shankman       | $206,108,939       |
| 2009 | Il superpoliziotto del supermercato       | Steve Carr          | $183,293,131       |
| 2009 | The Shortcut                              | Nicholaus Goossen   | N/A                |
| 2009 | Funny People                              | Judd Apatow         | $71,585,235        |
| 2010 | Un weekend da bamboccioni                 | Dennis Dugan        | $271,419,251       |
| 2011 | Mia moglie per finta                      | Dennis Dugan        | $214,945,591       |
| 2011 | Il signore dello zoo                      | Frank Coraci        | $169,852,759       |
| 2011 | Bucky Larson: Born to Be a Star           | Tom Brady           | $2,529,395         |
| 2011 | Jack e Jill                               | Dennis Dugan        | $149,673,788       |
| 2012 | Indovina perché ti odio                   | Sean Anders         | $57,719,093        |
| 2012 | Colpi da maestro                          | Frank Coraci        | $63,054,985        |
| 2013 | Un weekend da bamboccioni 2               | Dennis Dugan        | $246,645,494       |
| 2014 | Insieme per forza                         | Frank Coraci        | $126,794,610       |
| 2015 | Il superpoliziotto del supermercato 2     | Andy Fickman        | $103,700,000       |
| 2015 | Pixels                                    | Chris Columbus      | $243,700,000       |
| 2015 | The Ridiculous 6                          | Frank Coraci        | NA                 |
| 2019 | Murder Mystery                            | Kyle Newacheck      | NA                 |
| 2020 | Hubie Halloween                           | Steven Brill        | NA                 |
| 2022 | Hustle                                    | Jeremiah Zagar      | NA                 |

## Televisione
- Le regole dell'amore (2007-2013) (con Game Six Productions, CBS Television Studios e Sony Pictures Television)
- The Gong Show with Dave Attell (2008)
- Nick Swardson's Pretend Time (2010-11) (con Culver Entertainment)
- Breaking In (2011-12) (con Adam F. Goldberg Productions e Sony Pictures Television)
- The Goldbergs (2013-in corso) (con Adam F. Goldberg Productions e Sony Pictures Television)